# Bear Inn

The Bear Inn (eller blot "The Bear") er en af de ældste pubs i Oxford, England, der kan dateres tilbage til 1242. Den nuværende bygning er fra 1600-tallet og den ligger på hjørnet Alfred Street og Blue Boar Street, overfor Bear Lane i Oxford centrum, umiddelbart nord for Christ Church.